# Mærsk Line

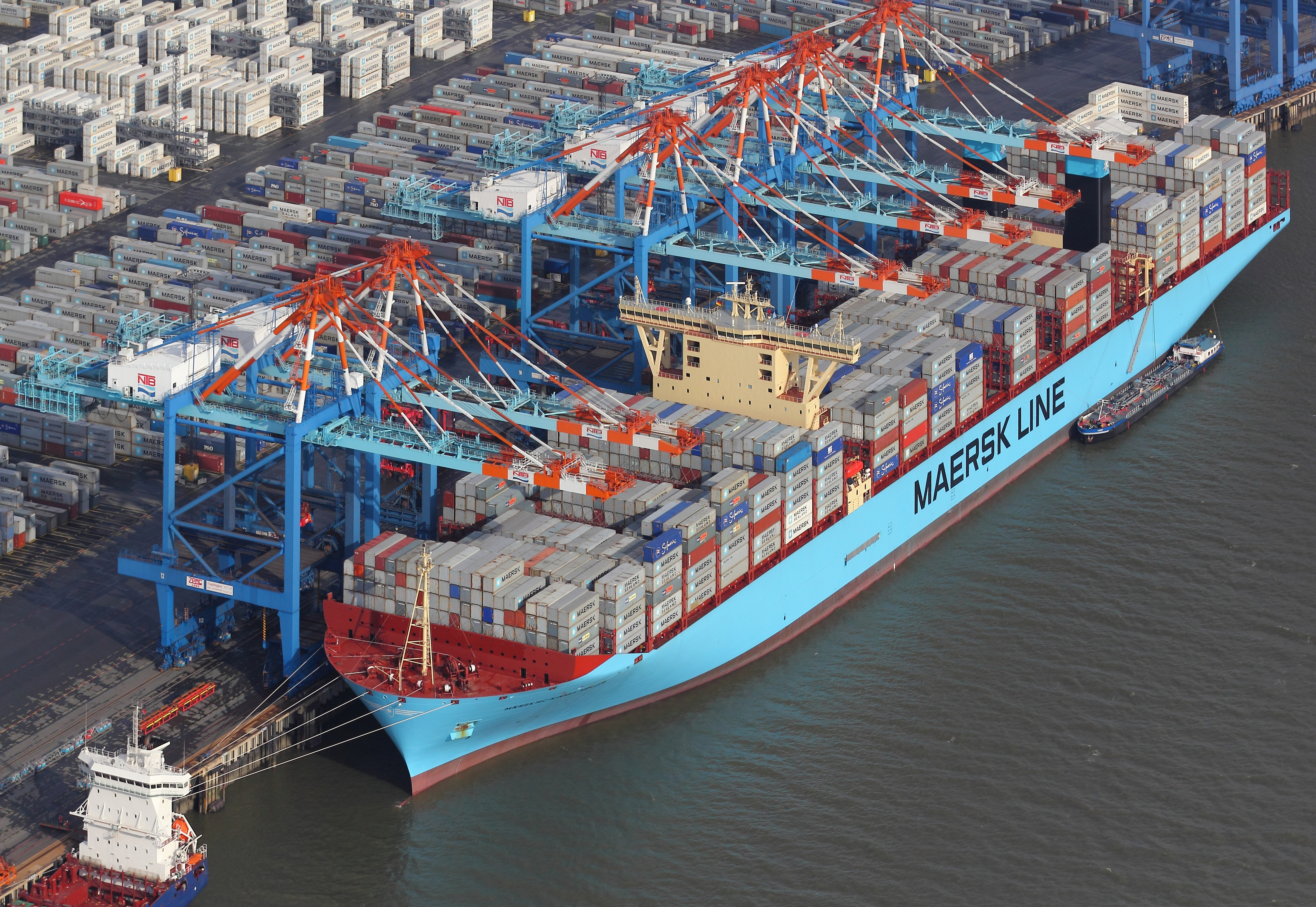
ULCS Mærsk Mc-Kinney Møller am NTB-Terminal in Bremerhaven (2013)

Mærsk Line ist,  nach MSC, die weltweit zweitgrößte Containerschiff-Reederei. Sie gehört zur dänischen Unternehmensgruppe A. P. Møller-Mærsk. Im Jahr 2017 betrug die Kapazität 2,84 Mio. 20-Fuß-Container (TEU).

## Geschichte

### Bis zum Zweiten Weltkrieg
1928 wurde mit sechs 6.000–7.000-tdw-Motorschiffen der erste Liniendienst (Mærsk Line) der Reederei eingerichtet. Er verband die Ostküste und Westküste der USA mit Japan und Shanghai. Im Februar jenes Jahres begannen auch die Tankeraktivitäten der Firma; der auf der Kopenhagener Werft Burmeister & Wain gebaute 11.200-tdw-Tanker Emma Mærsk war das erste für die Reederei fahrende Tankschiff.
Der Schiffsbestand wurde 1934 um das 9.000-tdw-Frachtmotorschiff Nora Mærsk erweitert, das auf der ebenfalls zur Unternehmensgruppe gehörenden Werft Odense Staalskibsværft (Odense, Dänemark) gebaut wurde. Es sank allerdings schon zwei Jahre später nach einem Feuer an Bord in Indonesien. Im Dezember 1936 wurde der auf der Deutschen Werft (Hamburg) gebaute 16.500-tdw-Tanker Eleonora Mærsk in Dienst gestellt. Dieser Tanker war das damals größte Schiff der Reederei. Zwei 9.000-tdw-Frachtschiffe der Bremer Vulkan-Werft (Marchen Mærsk und Grete) kamen im Jahr 1937 zur Flotte hinzu. Zu Beginn des Zweiten Weltkriegs besaß die Reederei 46 Schiffe und war damit die zweitgrößte Reederei Dänemarks.

### Während des Zweiten Weltkriegs
Während des Zweiten Weltkrieges wurden die Schiffe der Reederei unter US-amerikanische Kontrolle gestellt und dienten in der US Navy. Mehr als die Hälfte der Schiffe ging während dieser Zeit verloren. Im Juni 1945 bestand die Flotte der Mærsk-Line aus sieben Schiffen, weitere 14 standen noch bis 1946 unter Kontrolle der USA. Zwischen 1947 und 1948 wurden zahlreiche Schiffsneubauten auf Werften in Dänemark, Deutschland, Italien, Niederlande, Belgien und Japan geordert. Zudem übernahm die Reederei einige US-amerikanische, während des Krieges gebaute Liberty-Schiffe und Schiffe der Typen C-1 sowie Hansa A und Hansa B.

### Wachstum, Übernahmen und Rekorde nach dem Zweiten Weltkrieg
Mit 13 Motorschiffen einer neuen, schnellen Frachterklasse besaß die Reederei Mærsk im Jahre 1953 wieder so viele Schiffe wie vor dem Zweiten Weltkrieg. 1954 lieferte die Odense Staalskibsværft mit dem Turbinentanker Regina Mærsk ihr bis dato größtes Schiff, das erstmals den typischen blauen Außenhüllenanstrich erhielt.
1972 wurde mit dem Gastanker Inge Mærsk das erste Schiff dieser Art in Dienst gestellt. Im Januar 1974 wurde das in Japan gebaute 2.000-TEU-Schiff M.C.S. Svendborg Mærsk das erste Containerschiff der Mærsk Line. Im Juli 1974 lieferte die Odenser Werft den 330.000-tdw-Tanker Kristine Mærsk, den größten europäischen Tanker. Sechs weitere Schiffe dieser Klasse wurden bis 1977 in Dienst gestellt. Die deutschen Werften Blohm & Voss (Hamburg) und Flender-Werft (Lübeck) lieferten von August 1975 bis 1976 neun 1.200-TEU-Containerschiffe der Adrian-Mærsk-Klasse für die Trans-Pazifik-Route aus.
Im Jahre 1979 bezog die Reederei die neue Zentrale in Kopenhagen. Von 1979 bis 1980 wurden sechs auf der Odenser Werft gefertigte RoRo-Schiffe der Elisabeth-Mærsk-Klasse übernommen. Im Januar 1981 eröffnete Mærsk Line seinen eigenen Containerdienst auf der Route Europa-Naher Osten mit dem 2.000-TEU-Containerschiff Laura Mærsk. Bis 1985 wurden zehn weitere Schiffe dieser Klasse in Dienst gestellt. 1988 startete ein Transatlantikdienst.
Mit der im April 1988 auf der Odense Staalskibsværft gebauten Marchen Mærsk übernahm die Reederei das zu der Zeit weltweit größte Containerschiff (4.300 TEU). Elf weitere Schiffe dieser Klasse folgten bis 1991. 1989 führte Mærsk Line mit dem 45'-Container eine dritte Standardcontainergröße ein. Der 80.000-m³-Gastanker Inger Mærsk wurde 1992 in die Flotte eingestellt. Nach dem ersten 300.000-tdw-Doppelhüllentanker, der auf der Odense Staalskibsværft gebauten Eleo Mærsk, wurden bis 1995 noch fünf weitere Großtanker übernommen.
Im März 1993 übernahm die Mærsk Line die Ben-EAC-Containerlinie mit neun großen Containerschiffen. Damit wurde sie die weltweit größte Containerlinie. Mit dem von Hyundai Heavy Industries (Ulsan) hergestellten 4.300-TEU-Panamax-Containerschiff Dragør Mærsk wurde im Dezember 1995 das erste Schiff einer Serie von 17 derartigen Frachtern geliefert. Das 6.000-TEU-Containerschiff Regina Mærsk war 1996 das weltweit größte Containerschiff.
Nach dem Ende der fünf Jahre dauernden Kooperation mit P & O im Mai 1996 wurde mit der Sea-Land Corporation ein neuer Containerdienst aufgenommen. Im September 1997 baute die Werft in Odense mit der Sovereign Mærsk den ersten 8.000-TEU-Frachter der Welt für Mærsk. Im Februar 1999 übernahm Mærsk die südafrikanische Reederei Safmarine inklusive 40 eigener und gecharterter Containerschiffe.

### Mærsk Sealand
Im November 1999 kaufte Mærsk die Sea-Land Corporation mit 70 Schiffen und Containerterminals von der CSX Corporation. Das Unternehmen wurde anschließend unter dem Namen Mærsk Sealand geführt. Im Juni 2001 kaufte Mærsk die niederländische Reederei Smit-Wijsmüller mit mehr als 250 Schiffen. Im September 2002 übernahm Mærsk zudem die dänische Gesellschaft Torm, die unter der Marke Safmarine integriert wurde.
Im März 2003 lieferte die Odense-Werft mit der Axel Mærsk das zu dieser Zeit größte und längste Containerschiff der Welt mit der größten Ladekapazität. Ihm folgten bis 2004 noch fünf weitere Schiffe dieser Klasse (Anna Mærsk, Arnold Mærsk, Arthur Mærsk, Adrian Mærsk und Albert Mærsk).
Ein 120.000-m³-Gastanker wurde im April 2004 von der Samsung Heavy Industries (Südkorea) übernommen. Von Mai bis Oktober 2004 baute die Volkswerft Stralsund drei 2.100-TEU-Frachter für Safmarine. Im Juni 2005 baute die Werft in Odense mit der Gudrun Mærsk erneut das weltweit größte Containerschiff, das auf der Route Europa-Naher Osten eingesetzt werden soll.

### Mærsk Line

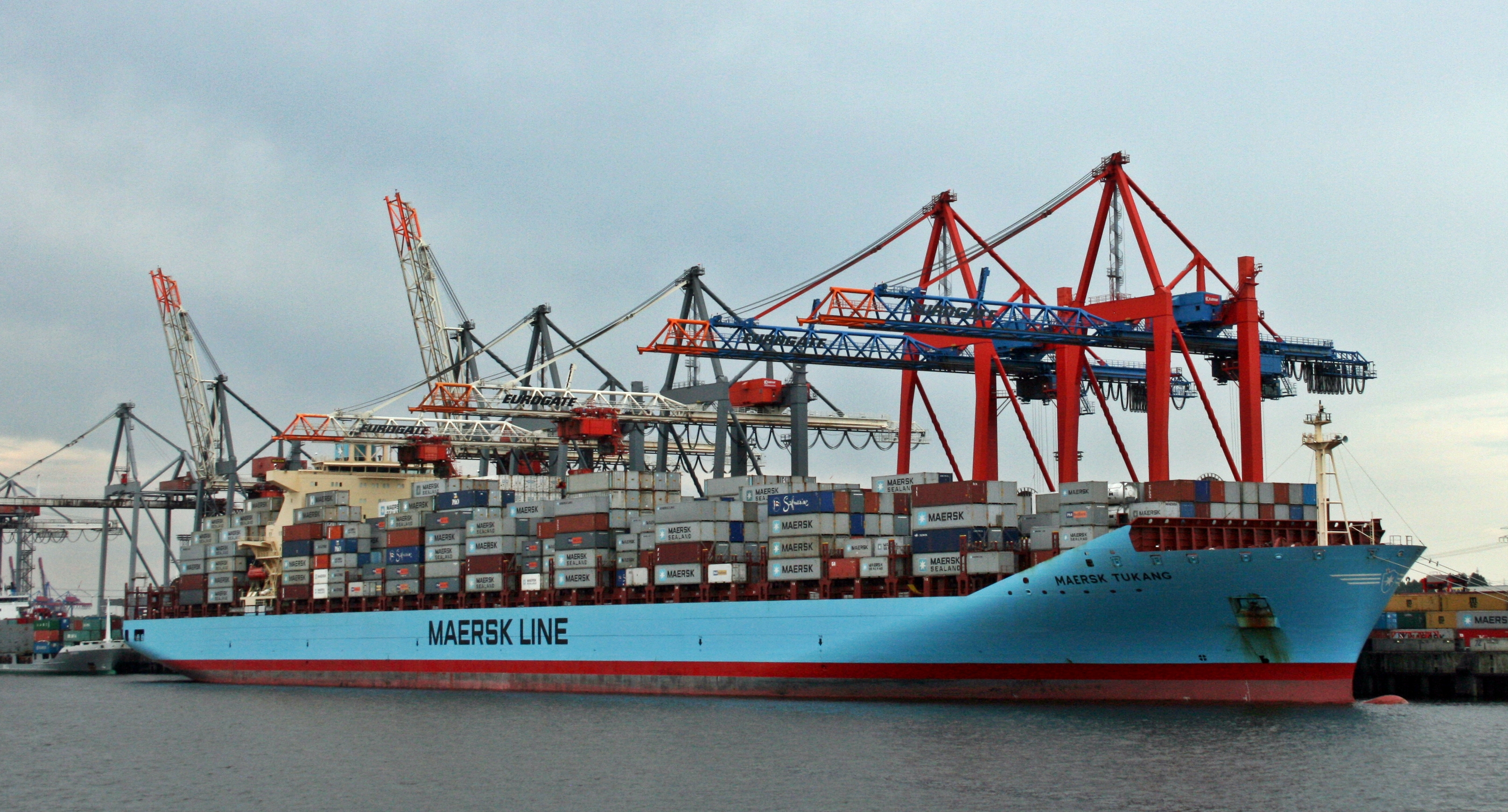
Die Mærsk Tukang in Hamburg (2009)

Am 11. Mai 2005 wurde bekannt gegeben, dass Mærsk Sealand die drittgrößte Containerreederei Royal P&O Nedlloyd NV mit Sitz in Rotterdam (Niederlande) für 2,3 Milliarden Euro erwerben wolle. Im August 2005 beschlossen die Aktionäre die Übernahme. Seit Februar 2006 ist P&O Nedlloyd in das Unternehmen integriert, das seitdem wieder unter dem bis 1999 gebräuchlichen Namen „Mærsk Line“ firmiert. Es hat dadurch seine Marktführerschaft im Bereich Containertransportkapazität per Schiff ausgebaut und stellt heute knapp 18 % der weltweiten Kapazität zur Verfügung.
Ein weiterer Größenrekord der Reederei war das 398 Meter lange Containerschiff Emma Mærsk. Die Fertigstellung hatte sich aufgrund eines Brandes verzögert, bevor das Schiff im August 2006 in Odense getauft wurde. Bis Anfang November 2012 waren die Emma Mærsk und ihre sieben Schwesterschiffe der E-Klasse (Eleonora Mærsk, Estelle Mærsk, Evelyn Mærsk, Ebba Mærsk, Elly Mærsk, Edith Mærsk, Eugen Mærsk) die größten Containerschiffe der Welt – sie wurden durch die CMA CGM Marco Polo abgelöst. Die Reederei gibt die nominelle Kapazität der Schiffe mit 15.000 TEU an. Laut Reedereiangaben haben 11.000 TEU mit einem Gewicht von jeweils 14 Tonnen Platz an Bord dieser Suezmax-Containerschiffe.
Ab Juli 2013 besaß Mærsk mit den 18.270-TEU-Schiffen der Triple-E-Klasse wieder die größten Containerschiffe, die zudem mit 399 Metern die längsten fahrenden Schiffe der Welt waren.
Mærsk Line und MSC bilden die 2M-Allianz.
Im Zuge des russischen Überfalls auf die Ukraine wurde am 13. April 2022 bekannt, dass Maersk die Beziehungen zu Russland vollständig abbricht. Derzeit gehört jeder dritte Container in Russland Maersk. Laut Alphaliner ist Maersk einer von vier Betreibern (Maersk, MSC, CMA CGM und COSCO), die 58 % des russischen Schifffahrtsmarktes kontrollieren.

### Zwischenfälle (Auswahl)
Im März 1996 wurden an Bord der Mærsk Dubai auf der Fahrt von Spanien nach Kanada blinde Passagiere entdeckt, die in der Folge über Bord geworfen wurden. Im Mai 1996 wurden erneut blinde Passagiere entdeckt, von denen einer über Bord geworfen und der zweite von Besatzungsmitgliedern versteckt wurde. Die Besatzungsmitglieder zeigten die Vorfälle nach dem zweiten Vorfall in Kanada an. Der Kapitän des Schiffes wurde daraufhin zunächst in Kanada und später in seinem Heimatland Taiwan vor Gericht gestellt, jedoch nicht verurteilt.
Im April 2009 wurde die Maersk Alabama vor der Küste Somalias von Piraten überfallen und der Kapitän des Schiffes als Geisel genommen. Er wurde später von Spezialkräften der US-Marine befreit.
Am 28. April 2015 wurde die unter der Flagge der Marshallinseln fahrende Maersk Tigris von der iranischen Marine im Persischen Golf aufgebracht und in den Hafen von Bandar Abbas gebracht.
Am 14. Mai 2015 brach im Seehafen Bremerhaven bei Löscharbeiten der Ausleger einer Containerbrücke ab und stürzte zusammen mit der Fahrerkanzel 40 Meter tief in den Laderaum des Containerschiffes Maersk Karachi. Der 52-jährige Kranfahrer wurde dabei tödlich verletzt. Neun Tage nach dem Unfall brach bei Bergungsarbeiten vermutlich aufgrund von Brenn- und Schweißarbeiten im Laderaum ein Feuer aus. Vier Löschboote, die Feuerwehr und das Technische Hilfswerk pumpten den Laderaum mit Löschwasser voll. Durch die Vorfälle entstand ein Millionenschaden für die Reederei. Das Schiff konnte nach Abpumpen des kontaminierten Löschwassers durch eine Spezialfirma und der Bergung der Container Bremerhaven im Oktober 2015 verlassen.
Am 6. März 2018 geriet die Maersk Honam im Arabischen Meer auf der Fahrt von Singapur zum Sueskanal in Brand.
Am 22. Dezember 2023 meldete Maersk einen Verlust auf See beim Schiff Mayview Maersk der Triple-E-Klasse von nach ersten Schätzungen mehr als 40 Container vor der dänischen Küste.

## Flotte (Auswahl)
| Name                   | Baujahr   | Tragfähigkeit | Vermessung  | TEU        | Geschwindigkeit | Maschinenleistung | Länge    | Breite  | Tiefgang |
| ---------------------- | --------- | ------------- | ----------- | ---------- | --------------- | ----------------- | -------- | ------- | -------- |
| Mærsk-A-Klasse I       | 1974–1976 | 35.108 dwt    | 33.400 BRZ  | 2.328 TEU  | 24,0 kn         | 29.420 kW         | 239,26 m | 30,54 m | 15,0 m   |
| Mærsk-A-Klasse II      | 2003–2004 | 109.000 dwt   | 93.496 BRZ  | 8.272 TEU  | 26,0 kn         | 63.000 kW         | 352,25 m | 42,8 m  | 15,0 m   |
| Mærsk-C-Klasse         | 2000–2002 | 110.000 dwt   | 91.921 BRZ  | 8.648 TEU  | 25,5 kn         | 63.000 kW         | 346,98 m | 42,8 m  | 14,5 m   |
| Mærsk-Edinburgh-Klasse | 2010–2011 | 140.580 dwt   | 142.400 BRZ | 13.092 TEU | 24,3 kn         | 68.640 kW         | 366,00 m | 48,2 m  | 15,5 m   |
| Emma-Mærsk-Klasse      | 2006–2008 | 156.907 dwt   | 170.794 BRZ | 14.770 TEU | 27,0 kn         | 80.080 kW         | 397,00 m | 56,4 m  | 16,5 m   |
| Triple-E-Klasse        | 2013–2015 | 194.153 dwt   | 194.849 BRZ | 18.270 TEU | 25,0 kn         | 2 × 29.680 kW     | 399,00 m | 59,0 m  | 15,5 m   |
| Mærsk-Equinox-Klasse   | seit 2022 | 189.508 dwt   | 171.600 BRZ | 16.200 TEU |                 | 54.960 kW         | 349,0 m  | 54,0 m  | 18,0 m   |
| Gudrun-Mærsk-Klasse    | 2005–2006 | 115.700 dwt   | 97.933 BRZ  | 9.024 TEU  | 26,0 kn         | 68.640 kW         | 367,28 m | 42,8 m  | 15,5 m   |
| Mærsk-L-Klasse I       | 1980–1983 | 53.688 dwt    | 30.694 BRZ  | 3.016 TEU  | 24,0 kn         | 34.571 kW         | 212,48 m | 32,2 m  | 12,5 m   |
| Mærsk-L-Klasse II      | 1983–1985 | 53.325 dwt    | 43.332 BRZ  | 3.840 TEU  | 24,0 kn         | 34.967 kW         | 270,00 m | 32,2 m  | 13,0 m   |
| Mærsk-M-Klasse I       | 1988–1991 | 53.325 dwt    | 52.181 BRZ  | 4.300 TEU  | 24,0 kn         | 38.190 kW         | 294,12 m | 32,2 m  | 13,5 m   |
| Mærsk-M-Klasse II      | 2008–2009 | 116.100 dwt   | 98.268 BRZ  | 10.150 TEU | 25,5 kn         | 68.640 kW         | 366,90 m | 42,8 m  | 15,0 m   |
| Mærsk-S-Klasse         | 1997–2000 | 104.750 dwt   | 91.560 BRZ  | 8.160 TEU  | 24,6 kn         | 55.681 kW         | 346,98 m | 42,8 m  | 14,5 m   |
| Mærsk-H-Klasse         | 2015–2019 | 162.050 dwt   | 153.744 BRZ | 15.226 TEU |                 | 54.960 kW         | 353,02 m | 53,50 m | 15,0 m   |
| Mærsk-V-Klasse         | 2015–2019 | 42.000 dwt    | 34.882 BRZ  | 3.596 TEU  | 19,0 kn         | 17.279 kW         | 200,00 m | 35,20 m | 11,0 m   |